# Miran Srebrnič
Miran Srebrnič (ur. 8 stycznia 1970 w Novej Goricy) – słoweński piłkarz występujący na pozycji obrońcy.
Srebrnič zagrał w 6 meczach reprezentacji Słowenii.